# NGC 2812
NGC 2812是一個位在巨蟹座的星系，在1865年2月17日被阿爾伯特·馬爾夫發現。